# Ваутерс, Ян
Ян Я́кобюс Ва́утерс (нидерл. Jan Jakobus Wouters; род. 17 июля 1960, Утрехт) — нидерландский тренер и футболист, завершивший игровую карьеру, выступал на позиции полузащитника. С 2009 по 2014 годы работал главным тренером  в клубе «Утрехт».

## Клубная карьера
Ян Ваутерс начинал свою футбольную карьеру в городе Утрехт в юношеском клубе «ВВ Утрехт», позже Ян перешёл в команду «Утрехт», в главный клуб своего города. Его дебют в клубе состоялся в ноябре 1980 года. В «Утрехте» Ваутерс играл на позиции полузащитника. В 1985 году Ваутерс стал обладателем кубка Нидерландов, в финальном матче «Утрехт» победил клуб МВВ из города Мастрихт, со счётом 6:3. В составе «Утрехта» Ян провёл шесть сезонов, отыграв 186 матчей и забив 21 мяч.
В 1986 году Ваутерс перешёл в стан амстердамского «Аякса». В своём первом сезоне за «Аякс» Ян провёл 33 матча и забил 4 мяча, а также стал обладателем кубка Нидерландов и кубка обладателей кубков УЕФА в 1987 году. В 1990 году Ян получил звание лучшего футболиста Нидерландов. На протяжении шести сезонов Ваутерс регулярно выступал за «Аякс», он провёл 151 матч и забил 21 гол. После проведённых 10 игр в чемпионате Нидерландов сезона 1991/1992 Ян перешёл в немецкую «Баварию» из Мюнхена.
Перейдя в «Баварию» Ваутерс провёл в клубе два с половиной сезона, отыграв 66 матчей и забив 6 мячей, в середине сезона 1993/1994 Ян вернулся в Нидерланды и стал игроком ПСВ. После двух лет выступлений за ПСВ Ян завершил свою карьеру футболиста в 1996 году.

## Карьера в сборной
В национальной сборной Нидерландов Ян дебютировал 10 ноября 1982 года в матче против сборной Франции. В 1988 году Ваутерс стал победителем чемпионата Европы, который проходил в Германии. В финальном матче нидерландцы одолели сборную СССР со счётом 2:0. Ваутерс участвовал во всех матчах турнира, в том числе и в финальном матче.
Ваутерс был участником чемпионата мира 1990 и 1994 года, а также принимал участие на чемпионате Европы 1992, в котором его сборная дошла до полуфинала, но уступила сборной Дании в серии пенальти со счётом 5:4.
Всего Ваутерс в составе сборной Нидерландов провёл 70 матчей и забил 4 мяча.

## Тренерская карьера
После завершения игровой карьеры Ян занялся тренерской работой, так в 1996 году он стал помощником главного тренера в «Утрехте», но год спустя стал главным тренером молодёжного состава «Аякса». В 1999 году Ваутерс возглавил основную команду «Аякса», сменив на этом посту датчанина Мортена Ольсена. Под руководством Ваутерса «Аякс» выиграл кубок Нидерландов 1999 года. В чемпионате Нидерландов «Аякс» выступал неудачно, в сезоне 1999/2000 клуб занял лишь пятое место.
Ваутерс покинул «Аякс» в марте 2000 года, а с 2001 года являлся помощником главного тренера шотландского «Рейнджерса» Дика Адвоката, а чуть позже и Алекса МакЛиша, который возглавил клуб в 2001 году. После пяти лет тренерской работы в «Рейнджерсе» Ян вернулся в Нидерланды. В 2006 году Ваутерс вернулся в свой бывший клуб ПСВ, в котором ранее выступал как игрок и стал помощником Рональда Кумана. После ухода Кумана, Ваутерс исполнял обязанности главного тренера с ноября 2007 года по январь 2008 года, после прихода нового временного тренера ПСВ Сефа Вергоссена, Ян продолжал исполнять свои обязанности помощника тренера. С приходом нового главного тренера Хууба Стевенса Ваутерс остался в ПСВ, и вновь стал помощником главного тренера. В 2009 году Ян стал ассистентом Тона дю Хатинира в клубе «Утрехт».

## Статистика

### Матчи Ваутерса за сборную Нидерландов
| Матчи Ваутерса за сборную Нидерландов | Матчи Ваутерса за сборную Нидерландов | Матчи Ваутерса за сборную Нидерландов | Матчи Ваутерса за сборную Нидерландов | Матчи Ваутерса за сборную Нидерландов | Матчи Ваутерса за сборную Нидерландов |
| ------------------------------------- | ------------------------------------- | ------------------------------------- | ------------------------------------- | ------------------------------------- | ------------------------------------- |
| №                                     | Дата                                  | Соперник                              | Счёт                                  | Голы Ваутерса                         | Соревнование                          |
| 1                                     | 10 ноября 1982                        | Франция                               | 1:2                                   | —                                     | Товарищеский матч                     |
| 2                                     | 12 марта 1986                         | ГДР                                   | 1:0                                   | —                                     | Товарищеский матч                     |
| 3                                     | 29 апреля 1986                        | Шотландия                             | 0:0                                   | —                                     | Товарищеский матч                     |
| 4                                     | 14 мая 1986                           | ФРГ                                   | 1:3                                   | —                                     | Товарищеский матч                     |
| 5                                     | 10 сентября 1986                      | Чехословакия                          | 0:1                                   | —                                     | Товарищеский матч                     |
| 6                                     | 15 октября 1986                       | Венгрия                               | 1:0                                   | —                                     | Чемпионат Европы 1988 (отбор)         |
| 7                                     | 19 ноября 1986                        | Польша                                | 0:0                                   | —                                     | Чемпионат Европы 1988 (отбор)         |
| 8                                     | 21 декабря 1986                       | Кипр                                  | 2:0                                   | —                                     | Чемпионат Европы 1988 (отбор)         |
| 9                                     | 21 января 1987                        | Испания                               | 1:1                                   | —                                     | Товарищеский матч                     |
| 10                                    | 25 марта 1987                         | Греция                                | 1:1                                   | —                                     | Чемпионат Европы 1988 (отбор)         |
| 11                                    | 29 апреля 1987                        | Венгрия                               | 2:0                                   | —                                     | Чемпионат Европы 1988 (отбор)         |
| 12                                    | 23 марта 1988                         | Англия                                | 2:2                                   | —                                     | Товарищеский матч                     |
| 13                                    | 24 мая 1988                           | Болгария                              | 1:2                                   | 1                                     | Товарищеский матч                     |
| 14                                    | 1 июня 1988                           | Румыния                               | 2:0                                   | —                                     | Товарищеский матч                     |
| 15                                    | 12 июня 1988                          | СССР                                  | 0:1                                   | —                                     | Чемпионат Европы 1988                 |
| 16                                    | 15 июня 1988                          | Англия                                | 3:1                                   | —                                     | Чемпионат Европы 1988                 |
| 17                                    | 18 июня 1988                          | Ирландия                              | 1:0                                   | —                                     | Чемпионат Европы 1988                 |
| 18                                    | 21 июня 1988                          | ФРГ                                   | 2:1                                   | —                                     | Чемпионат Европы 1988                 |
| 19                                    | 25 июня 1988                          | СССР                                  | 2:0                                   | —                                     | Чемпионат Европы 1988                 |
| 20                                    | 14 сентября 1988                      | Уэльс                                 | 1:0                                   | —                                     | Чемпионат мира 1990 (отбор)           |
| 21                                    | 19 октября 1988                       | ФРГ                                   | 0:0                                   | —                                     | Чемпионат мира 1990 (отбор)           |
| 22                                    | 4 января 1989                         | Израиль                               | 2:0                                   | 1                                     | Товарищеский матч                     |
| 23                                    | 6 сентября 1989                       | Дания                                 | 2:2                                   | 1                                     | Товарищеский матч                     |
| 24                                    | 11 октября 1989                       | Уэльс                                 | 2:1                                   | —                                     | Чемпионат мира 1990 (отбор)           |
| 25                                    | 15 ноября 1989                        | Финляндия                             | 3:0                                   | —                                     | Чемпионат мира 1990 (отбор)           |
| 26                                    | 20 декабря 1989                       | Бразилия                              | 0:1                                   | —                                     | Товарищеский матч                     |
| 27                                    | 21 февраля 1990                       | Италия                                | 0:0                                   | —                                     | Товарищеский матч                     |
| 28                                    | 28 марта 1990                         | СССР                                  | 1:2                                   | —                                     | Товарищеский матч                     |
| 29                                    | 30 мая 1990                           | Австрия                               | 2:3                                   | —                                     | Товарищеский матч                     |
| 30                                    | 3 июня 1990                           | Югославия                             | 2:0                                   | —                                     | Товарищеский матч                     |
| 31                                    | 12 июня 1990                          | Египет                                | 1:1                                   | —                                     | Чемпионат мира 1990                   |
| 32                                    | 16 июня 1990                          | Англия                                | 0:0                                   | —                                     | Чемпионат мира 1990                   |
| 33                                    | 21 июня 1990                          | Ирландия                              | 1:1                                   | —                                     | Чемпионат мира 1990                   |
| 34                                    | 24 июня 1990                          | ФРГ                                   | 1:2                                   | —                                     | Чемпионат мира 1990                   |
| 35                                    | 26 сентября 1990                      | Италия                                | 0:1                                   | —                                     | Товарищеский матч                     |
| 36                                    | 21 ноября 1990                        | Греция                                | 2:0                                   | —                                     | Чемпионат Европы 1992 (отбор)         |
| 37                                    | 19 декабря 1990                       | Мальта                                | 8:0                                   | —                                     | Чемпионат Европы 1992 (отбор)         |
| 38                                    | 13 марта 1991                         | Мальта                                | 1:0                                   | —                                     | Чемпионат Европы 1992 (отбор)         |
| 39                                    | 17 апреля 1991                        | Финляндия                             | 2:0                                   | —                                     | Чемпионат Европы 1992 (отбор)         |
| 40                                    | 5 июня 1991                           | Финляндия                             | 1:1                                   | —                                     | Чемпионат Европы 1992 (отбор)         |
| 41                                    | 11 сентября 1991                      | Польша                                | 1:1                                   | —                                     | Товарищеский матч                     |
| 42                                    | 16 октября 1991                       | Португалия                            | 1:0                                   | —                                     | Чемпионат Европы 1992 (отбор)         |
| 43                                    | 4 декабря 1991                        | Греция                                | 2:0                                   | —                                     | Чемпионат Европы 1992 (отбор)         |
| 44                                    | 12 февраля 1992                       | Португалия                            | 0:2                                   | —                                     | Товарищеский матч                     |
| 45                                    | 25 марта 1992                         | Югославия                             | 2:0                                   | 1                                     | Товарищеский матч                     |
| 46                                    | 27 мая 1992                           | Австрия                               | 3:2                                   | —                                     | Товарищеский матч                     |
| 47                                    | 30 мая 1992                           | Уэльс                                 | 4:0                                   | —                                     | Товарищеский матч                     |
| 48                                    | 5 июня 1992                           | Франция                               | 1:1                                   | —                                     | Товарищеский матч                     |
| 49                                    | 12 июня 1992                          | Шотландия                             | 1:0                                   | —                                     | Чемпионат Европы 1992                 |
| 50                                    | 15 июня 1992                          | СНГ                                   | 0:0                                   | —                                     | Чемпионат Европы 1992                 |
| 51                                    | 18 июня 1992                          | Германия                              | 3:1                                   | —                                     | Чемпионат Европы 1992                 |
| 52                                    | 22 июня 1992                          | Дания                                 | 2:2 (4:5 пен.)                        | —                                     | Чемпионат Европы 1992                 |
| 53                                    | 9 сентября 1992                       | Италия                                | 2:3                                   | —                                     | Товарищеский матч                     |
| 54                                    | 23 сентября 1992                      | Норвегия                              | 1:2                                   | —                                     | Чемпионат мира 1994 (отбор)           |
| 55                                    | 14 октября 1992                       | Польша                                | 2:2                                   | —                                     | Чемпионат мира 1994 (отбор)           |
| 56                                    | 16 декабря 1992                       | Турция                                | 3:1                                   | —                                     | Чемпионат мира 1994 (отбор)           |
| 57                                    | 24 февраля 1993                       | Турция                                | 3:1                                   | —                                     | Чемпионат мира 1994 (отбор)           |
| 58                                    | 24 марта 1993                         | Сан-Марино                            | 6:0                                   | —                                     | Чемпионат мира 1994 (отбор)           |
| 59                                    | 28 апреля 1993                        | Англия                                | 2:2                                   | —                                     | Чемпионат мира 1994 (отбор)           |
| 60                                    | 9 июня 1993                           | Норвегия                              | 0:0                                   | —                                     | Чемпионат мира 1994 (отбор)           |
| 61                                    | 22 сентября 1993                      | Сан-Марино                            | 7:0                                   | —                                     | Чемпионат мира 1994 (отбор)           |
| 62                                    | 13 октября 1993                       | Англия                                | 2:0                                   | —                                     | Чемпионат мира 1994 (отбор)           |
| 63                                    | 17 ноября 1993                        | Польша                                | 3:1                                   | —                                     | Чемпионат мира 1994 (отбор)           |
| 64                                    | 19 января 1994                        | Тунис                                 | 2:2                                   | —                                     | Товарищеский матч                     |
| 65                                    | 27 мая 1994                           | Шотландия                             | 3:1                                   | —                                     | Товарищеский матч                     |
| 66                                    | 12 июня 1994                          | Канада                                | 3:0                                   | —                                     | Товарищеский матч                     |
| 67                                    | 20 июня 1994                          | Саудовская Аравия                     | 2:1                                   | —                                     | Чемпионат мира 1994                   |
| 68                                    | 25 июня 1994                          | Бельгия                               | 0:1                                   | —                                     | Чемпионат мира 1994                   |
| 69                                    | 29 июня 1994                          | Марокко                               | 2:1                                   | —                                     | Чемпионат мира 1994                   |
| 70                                    | 9 июля 1994                           | Бразилия                              | 2:3                                   | —                                     | Чемпионат мира 1994                   |

Итого: 70 матчей / 4 гола; 35 побед, 19 ничьих, 16 поражений.

## Достижения
Клубные
- Обладатель Кубка Нидерландов: 1985, 1987
- Обладатель Кубка обладателей кубков УЕФА: 1987

Национальные
- Чемпион Европы 1988 года

Тренерские
- Обладатель Кубка Нидерландов: 1999

Личные
- Входит в состав символической сборной по итогам чемпионата Европы по версии УЕФА: 1988
- Футболист года в Нидерландах: 1990